# Саразен (трубадур)
Саразен — англо-нормандский поэт, трубадур XIII века, один из последних певцов о подвигах рыцарей Круглого Стола.
Его поэма «Roman du Ham», написанная около 1278 года, где воспевается воображаемый турнир в Гаме (в Пикардии), состоит из 4500 октосиллабических стихов. Несмотря на то, что героями поэмы в основном являются традиционные персонажи произведений артуровских легенд, такие как королева Гвиневра, сенешаль Кэй и другие, в ней «действуют» и некоторые современники автора, в том числе Робер д’Артуа, которому он посвятил поэму. В своём труде Саразен, как считается, протестовал против запрета рыцарских турниров, который устанавливался на время в периоды правления королей Людовика Святого и Филиппа III.
Поэма была издана в 1840 году Ф. Мишелем в его «Histoire des ducs de Normandie» (I, страница 45).